# 片山晋三
片山 晋三（かたやま しんぞう、1846年（弘化3年）7月26日 - 1890年（明治23年）12月6日）は、シテ方観世流能楽師。6世片山九郎右衛門。諱は豊光、また光吉、九郎三郎、一とも名乗る。幕末から明治期にかけて活躍し、当時の関西を代表する能役者の一人であった。

## 生涯
父は5世九郎右衛門豊尚。片山家は代々京都で活動した観世流職分の家であり、禁裏での演能に出勤するとともに、宗家に代わって京阪地方の観世流を統率する立場であった（片山九郎右衛門も参照）。
当初は光吉を名乗ったが、1856年（安政3年）に御所で九郎三郎の名で「舎利」を舞った記録が残ることから、この頃に改名したと見られる。以後父・豊尚とともに禁裏に奉仕していたが、1861年（文久元年）、改元を祝して催されたのを最後に禁裏御能は途絶える。
1864年（元治元年）、禁門の変の兵火により、西洞院にあった片山家の舞台が焼失、さらに同年9月、父・豊尚が47歳で没する。明治維新は能楽界全体に大きな打撃をもたらしたが、京都は東京奠都の影響もあってその退潮は著しかった。
そんな中でも晋三の名声は高く、金剛流の野村三次郎（1871年没）とともに「関西の双璧」と称された。一時阿波に移っていた金剛謹之輔が1877年（明治10年）に帰洛し、精力的な活動を開始すると、それに触発されて舞台を新築、1883年（明治16年）には観世流宗家・観世清孝、福王繁十郎などを招いて舞台開きを催した。以後晋三はこの舞台で月並能を開催した他、また1885年（明治18年）には上京して、翌1886年にかけて3度にわたり芝能楽堂の舞台に立っている。
1887年（明治20年）には久しぶりの天覧能が京都で催されるなど、京都能楽界に復興の気運が高まる中、1890年（明治23年）脳溢血のため死去。45歳。

## 家族

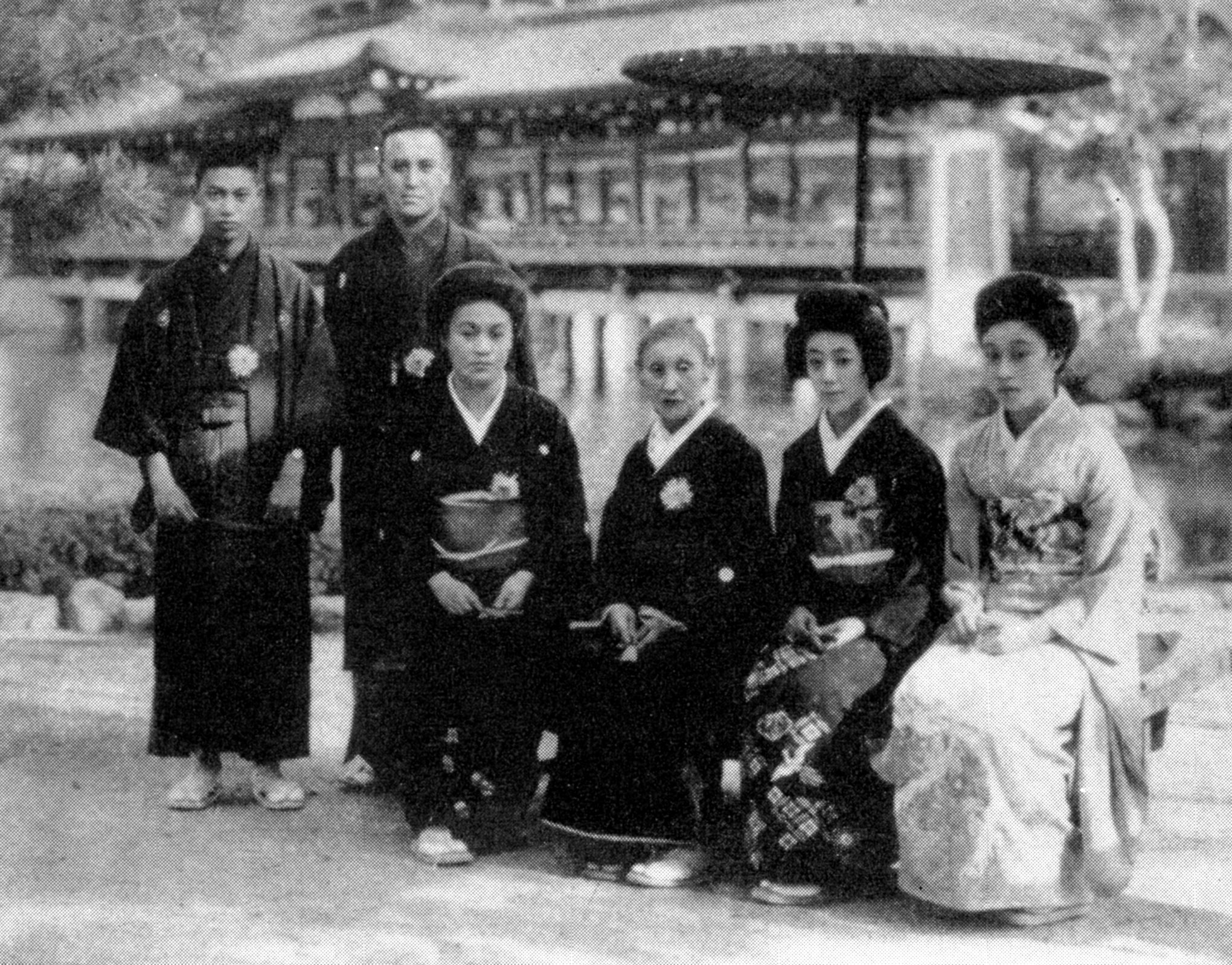
左から孫の博通・左近、娘・光子、妻・3世八千代（春子）。1927年頃

晋三の妻が、京舞井上流の名人として知られる3世井上八千代（片山春子）である。元々井上流は2世八千代以来金剛流の能の特長を取り入れていたが、3世八千代以後いっそうその影響を色濃くすることとなった。以来片山家と井上流は、現在に至るまで密接な関係を持っている。3世八千代は100歳を超える長寿を保って、1938年（昭和13年）に没した。
八千代との間には後嗣となる男子がいなかったため、観世清孝の三男・寿が娘・光子（てるこ）の婿となって片山家を嗣いだ。寿は片山九郎三郎、後に7世九郎右衛門を襲うが、1916年（大正5年）離縁し観世元義を名乗った。2人の間に生まれた長男が24世観世宗家・観世左近（元滋）、次男が片山博通（8世九郎右衛門）である。

## 評価・逸話
10世茂山千五郎（2世茂山千作）は印象に残った能役者の第一として晋三を挙げ、その迫力を「安宅の弁慶などで、向方に廻るとほんたうに恐はかつたものです」と述懐している。一方で「紅葉狩」のシテなどでは「振ひつきたいほど」の艶があり、また癖のある謡だったが、その癖が「また一種言ふに言はれぬ味」を出していたという。
孫の観世左近によれば、3世八千代は夫・晋三の「道成寺」について、「芸が大きくて艶があつた」と賞賛し、それに比べて「今の能役者は芸が小さい」と評している。実際に当時晋三の「道成寺」は評判高く、たびたびこれを舞っている。
また大の酒好きであり、演能の前には必ず「おはる！ 一杯！」と叫んで八千代に湯呑み一杯の冷酒を出させ、それを飲んでから舞台に上がったという。金剛謹之輔、狂言の野村又三郎父子とともに招かれて広島で演能旅行に出た時には毎日酒を飲み続け（一方の謹之輔は毎日しるこを頼んでいた）、すっかり一文無しになってしまった。直後に福山での演能を依頼されて事なきを得たが、その福山でも毎日酒を飲んでいたという。
娘の光子によれば、八千代との間の夫婦げんかは日常茶飯事であったが、大抵は晋三の側が分が悪く、火鉢や鉄瓶を飛ばされていた。最後には八千代が家を飛び出してしまうので、晋三が詫び状を書いて光子に持たせ、仲直りをしていたという。